# Huang Guigu
Huang Guigu fue una guerrera china que a finales de la época de los Reinos Combatientes (246 a. C.-221 a. C.), actuó como general para el primer emperador Qin. Mandaba sobre tres unidades militares y dirigió campañas contra los agresivos Xiongnu y Xianbei, tribus nómadas que atacaban las fronteras del norte de China.